# Комок пыли
Комки пыли, также клочья пыли, хлопья пыли — результаты агрегации домашней пыли, формирующиеся под мебелью и в не очищаемых регулярно зонах помещений.
Клочья пыли состоят из волос, корпии, отмерших частичек кожи, паутины, пыли и иногда лёгкого сора и обрезков, которые удерживаются вместе электростатическими силами и войлокообразной спутанностью. Движение одного крупного элемента может запустить процесс формирования комка. Формирование клочьев пыли использовалось как аналогия для соединения вещества в космосе в астероиды.
В таких аккрециях могут жить домашние пылевые клещи или иные синантропные организмы; они также могут засорять пылевые фильтры, снижая их эффективность. Клочья пыли опасны для электроники, поскольку могут перекрыть поток воздуха к радиаторам-теплоотводам; температура компонентов электронных устройств значительно растёт, и срок их службы снижается.

## В культуре
- Игроков в Dust 514[англ.] часто называют Dust Bunnies.
- В Spiral Knights есть тип монстров dust bunnies (традиционный перевод на русский «песчаные кролики»).
- Два «пыльных зайки», являющиеся кроликами из пыли, жили под диваном в канадском детском телешоу The Big Comfy Couch. Только Молли верила в их существование, часто спасая их от Лунетты, чтобы продолжать с ними играть.
- Пыльные зайки — герои детских книг с картинками Rhyming Dust Bunnies и Here Comes the Big, Mean Dust Bunny! Яна Томаса[англ.].
- В романе С. Кинга «Долорес Клейборн» Вера Донован, в минуты помутнения рассудка, утверждала что «пылевые кролики», живущие у неё под кроватью, хотят напасть на неё.

## В различных языках
В русском языке у хлопьев пыли нет специального названия. Иногда в разговорной речи вместо слова «хлопья» употребляют родственные или диалектные названия (клочья, лохмотья, лоскуты, лафтаки, махра и т. п.). На других языках:
- По-английски — dust bunnies (буквально ‘пылевые кролики’), dust mice
- По-немецки — Wollmäuse (‘шерстяные мыши’), Staubmäuse (‘пыльные мыши’)[6]
- По-французски — mouton (‘овца’)
- По-шотландски — oose[7][8]
- На мексиканском диалекте испанского — pelusa.
- По-польски — koty ‘коты’
- По-шведски — dammråtta ‘пыльная крыса’
- По-норвежски (букмол) — hybelkanin ‘кролик из спальни’